# Wital Radsiwonau
Wital Wiktarawitsch Radsiwonau (belarussisch Віталь Віктаравіч Радзівонаў,  Transliteration: Vital' Viktaravič Radzivonaŭ; * 11. Dezember 1983 in Wizebsk) ist ein ehemaliger belarussischer Fußballspieler. Der Stürmer stand elf Jahre bei BATE Baryssau unter Vertrag und spielte die Rückrunde der Saison 2008/09 auf Leihbasis beim damaligen deutschen Zweitligisten SC Freiburg. Mittlerweile ist er Sportdirektor von BATE Baryssau.

## Karriere
Nach Stationen bei FK Lokomotive 96 Wizebsk und Torpedo Schodsina wechselte Radsiwonau Anfang 2006 zu BATE Baryssau. Neben dem Double in seiner ersten Saison bei BATE, gewann er 2007 und 2008 zwei weitere Male die belarussische Meisterschaft. 2008 qualifizierte man sich nach Siegen über Reykjavík, Anderlecht und Sofia zudem als erste belarussische Mannschaft überhaupt für die Gruppenphase der UEFA Champions League. Mit drei Unentschieden in der Gruppenphase (zwei gegen Juventus Turin, eines gegen Zenit St. Petersburg) schlug man sich achtbar. Anfang 2009 wurde er für ein halbes Jahr an den deutschen Klub SC Freiburg verliehen, wo er zwölf Spiele in der 2. Bundesliga absolvierte und vier Tore schoss. Im Juli 2009 kehrte er zu BATE Baryssau zurück.
In der Wahl zu Fußballer des Jahres von Belarus 2008 belegte er hinter Aljaksandr Hleb Platz 2.

## Titel und Erfolge
- Belarussischer Meister: 2006, 2007, 2008, 2009
- Belarussischer Pokalsieger: 2006, 2010
- Torschützenkönig der Wyschejschaja Liha: 2008 (16 Tore, gemeinsam mit Teamkollege Henads Blisnjuk)